# Fabriano Cerreto
L'Associazione Sportiva Dilettantistica Fabriano Cerreto è una società calcistica italiana con sede nella città di Fabriano, in provincia di Ancona. Milita in Eccellenza , la quinta serie del campionato italiano di calcio.

## Storia
La società viene fondata nel 1924 ed adotta i colori bianco e rosso a strisce verticali. Dopo aver disputato i campionati locali del comitato regionale marchigiano ottiene la promozione nella IV Serie del calcio italiano nel 1948. Intanto nel 1950 nasce una nuova squadra, la Fortitudo Fabriano, colori rossoblu, espressione calcistica del Collegio Gentile che subito balza agli onori della cronaca per il forte settore giovanile che arriva a giocarsi la vittoria del campionato nazionale juniores. In breve tempo la Fortitudo scala le categorie minori e così le due società fabrianesi si ritrovano così a disputare insieme il massimo torneo regionale dell'epoca, la Prima Categoria. Ma nel 1961 il Fabriano vince il campionato ed è promosso in Serie D. A questo punto gli sforzi economici del Collegio Gentile sono troppo alti e così avviene la fusione che lascia alla città cartaia un'importante realtà calcistica, la Fortitudo Fabrianese, che disputerà diversi campionati di Serie D a cavallo degli anni sessanta e settanta. Tornata nei campionati regionali marchigiani, cambia nuovamente denominazione in seguito ad una fusione con una nuova realtà cittadina, il Borgo Fabriano, che nel frattempo era riuscita ad arrivare sino al campionato di Promozione. Nasce così l'Unione Sportiva Fabrianese che in seguito muterà nome in Fabriano Calcio. La squadra biancorossa gioca per diversi anni i primi tornei di Eccellenza e alterna a questi alcuni tornei in Promozione, salvo poi retrocedere al termine della stagione 1998-1999 e non tornare più nel massimo torneo regionale, nonostante i grandi sforzi prodotti negli anni duemila che sono sfociati solamente in campionati di alta classifica con la promozione che ha sempre eluso la squadra cartaia. Nel 2007 la rinascita della Fortitudo Fabriano, che si presenta con progetti ambiziosi che la portano subito in Eccellenza, toglie spazio al Fabriano che si ritrova all'improvviso ad essere la seconda squadra cittadina. La rinascità della società rossoblu infatti porta una ventata di entusiasmo e di interesse della città verso il calcio, divenuto col tempo il secondo sport cittadino a causa della grande storia cestistica del Fabriano Basket. La Fortitudo si gioca addirittura i play-off per il ritorno in Serie D durante il campionato 2008-2009 e disputa altri 2 tornei a metà classifica. Il 2011-2012 è un'annata da dimenticare per il pallone fabrianese: la Fortitudo abbandona l'Eccellenza con una mesta retrocessione, per il Fabriano arriva addirittura la retrocessione in Prima Categoria e in estate viene effettuata la fusione con la squadra del vicino paese di Cerreto d'Esi. Nasce così il Fabriano Cerreto, una realtà economicamente più solida che si pone come obiettivo quello di tornare al più presto in tornei più prestigiosi. Ai consueti colori biancorossi si affianca il nero parte della divisa con il rosso del Cerreto. La prima stagione del nuovo sodalizio si conclude però solo con la salvezza dopo aver vinto i play-out. Nella stagione 2013-2014 la compagine fabrianese si trova dunque nel girone B di Prima Categoria, dove ritrova il derby con la Fortitudo. I biancorossi all'ultima giornata riescono a qualificarsi per i play-off proprio a spese dei cugini. Il Fabriano Cerreto ottiene 4 vittorie in altrettante gare di spareggio, riuscendo così a riportare il calcio fabrianese nel torneo di Promozione. La stagione successiva vede i cartai partire bene e la squadra si assesta in zona playoff, con un ritardo dalla capolista Pergolese che arriva anche a 9 punti. Ma la squadra del tecnico Spuri Forotti cambia marcia ed ottiene una striscia record di 14 vittorie consecutive che consentono con 2 turni di anticipo di festeggiare il tanto agognato ritorno nel massimo torneo regionale. L'anno successivo, con un gol di Lapi, la squadra vince la Coppa Italia di categoria contro la più blasonata e forte Civitanovese e partecipa alla fase nazionale dove viene eliminata in semifinale dalla Sanremese. Le speranze di una tripla promozione consecutiva si spengono poi ai playoff in seguito alla sconfitta in finale regionale contro la Biagio Nazzaro. La promozione arriva l'anno successivo grazie alla vittoria degli spareggi nazionali che permette alla squadra cartaia di tornare in Serie D dopo 46 stagioni. L'avventura nella massima serie dilettantistica ha tuttavia breve durata e dopo solo 12 mesi i cartai devono fare i conti con la retrocessione in Eccellenza. Dopo alcune stagioni tribolate il club biancorossonero abbandona anche il massimo torneo regionale al termine della stagione 2022-2023, retrocedendo all'ultima giornata dopo aver perso lo scontro diretto contro il Castelfidardo.

## Colori
Prima che il club si fondesse, nel 2012, con il Cerreto, i colori sociali erano il bianco e rosso, dopo la fusione si aggiunse il nero.

## Palmarès

### Competizioni regionali
- Prima Divisione: 1

1947-1948
- Prima Categoria: 1

1960-1961
- Promozione: 2

1970-1971
2023-2024
- Coppa Italia Dilettanti Marche: 1

2015-2016

### Altri piazzamenti
- IV Serie:

Terzo posto: 1952-1953 (girone E), 1954-1955 (girone E)
- Eccellenza:

Secondo posto: 2016-2017
Terzo posto: 2018-2019
- Coppa Italia Dilettanti:

Semifinalista: 2015-2016
- Coppa Italia Dilettanti Marche:

Finalista: 2018-2019
Semifinalista: 2019-2020

## Statistiche e record

### Partecipazione ai campionati
| Livello | Categoria  | Partecipazioni | Debutto   | Ultima stagione | Totale |
| ------- | ---------- | -------------- | --------- | --------------- | ------ |
| 3º      | Serie C    | 1              | 1946-1947 | 1946-1947       | 1      |
| 4º      | Promozione | 5              | 1948-1949 | 2023-2024       | 19     |
| 4º      | IV Serie   | 4              | 1952-1953 | 1955-1956       | 19     |
| 4º      | Serie D    | 10             | 1961-1962 | 2017-2018       | 19     |